# Idialcis
Idialcis là một chi bướm đêm thuộc họ Geometridae.